# Gare de La Wantzenau
Gare de La Wantzenau – stacja kolejowa w miejscowości La Wantzenau, w departamencie Dolny Ren, w regionie Grand Est, we Francji. Jest zarządzana przez SNCF i obsługiwany przez pociągi TER Grand Est. 

## Położenie
Znajduje się na linii Strasbourg – Lauterbourg, na km 12,020 między stacjami Hœnheim-Tram i Kilstett, na wysokości 132 m n.p.m.

## Linie kolejowe
- Linia Strasbourg – Lauterbourg